# Larry Dowd
Loren “Larry” Dowd (* 27. Januar 1940 in Iowa City, Iowa; † 26. Januar 2006 in Acworth, Georgia) war ein US-amerikanischer Rockabilly-Musiker.

## Leben
Larry Dowd gründete die Rock-a-Tones Ende der 1950er-Jahre. Ende 1958 waren neben Dowd (Gesang/Gitarre) Ivan Rosseau (E-Gitarre), Don Archer (Bass), Ron Fiscel (Schlagzeug) und Michael „Mickey“ Montgomery (Klavier) Mitglieder der Band. Im Frühjahr 1959 nahm die Gruppe an einem Talentwettbewerb im Vail Air Ballroom in Des Moines teil, der von dem Radiosender KIOA organisiert wurde und einen Plattenvertrag als ersten Preis versprach. Dowd und die Rock-a-Tones gewannen den Vertrag und wurden von Spinning Records aus Chicago unter Vertrag genommen.
Die erste Session von Dowd und seiner Band fand in Vic Blacketers Studio statt. Von Dowds vielen Kompositionen wurden vier Stücke eingespielt, darunter Pink Cadillac / Blue Swingin' Mama, die im April 1959 als Single auf Spinning veröffentlicht wurden. Während der jährlichen DJ-Convention in Miami erreichte Pink Cadillac Platz eins und Blue Swingin' Mama Platz zwei der dortigen Charts. Insgesamt verkaufte sich die Single 800.000 Mal. Kurz danach wurde als Anschluss Forbidden Love / Why, Oh Why herausgebracht.
Der Erfolg von Dowd und den Rock-a-Tones brachte sie an eine Tournee mit Frankie Ford, Santo and Johnny, Troy Shondell und Preston Epps. Bis 1960 folgten weitere Touren, jedoch konnte der Erfolg ihrer ersten Single nicht wiederholt werden. 1960 trennten sich die Rock-a-Tones, da die Mitglieder in verschiedene musikalische Richtungen gingen. Dowd wurde 2005 in Iowa Rock'n'Roll Music Association's Hall of Fame aufgenommen. Er starb 2006 im Alter von 66 Jahren.

## Diskographie
Die Katalognummern der Singles sind nicht chronologisch. Möglicherweise wies Spinning Records bereits während der Produktion eine bestimmte Nummer zu, sodass diese bei der Veröffentlichung nicht mehr chronologisch waren. Spinning HM6009 wurde im Juni 1959 von Billboard bewertet, Spinning HM-6004 erst im August.
| Jahr | Titel                              | Label #          |
| ---- | ---------------------------------- | ---------------- |
| 1959 | Pink Cadillac / Blue Swingin' Mama | Spinning HM6009  |
| 1959 | Forbidden Love / Why, Oh Why       | Spinning HM-6004 |